# Чезарини, Нино
Антонио Чезарини (30 сентября 1889 — 24 октября 1943), более известный под уменьшительным именем Нино, в юности был моделью для нескольких художников, таких как фотограф Вильгельм фон Плюшов, художники Пауль Хеккер и Умберто Брунеллески и скульптор Франческо Джераче. В зрелом возрасте он позировал для Винченцо Джемито, который представлял его как прототип гомоэротической мужской красоты. Также он был известен своими романтическими отношениями с бароном Жаком д’Адельсвард-Ферсеном. Его жизнь была описана французским писателем Роже Пейрефиттом в произведении «Изгнание с Капри» (L’exilé de Capri) в 1959 году.

## Биография

### Детство и юношеские годы
Нино Чезарини родился в рабочей семье в 1889 году. 
По словам Пейреффита, барон Жак д’Адельсвард-Ферсен, который был вынужден покинуть Париж после гомосексуального скандала, встретил его в Риме 9 июля 1904 года, когда Чезарини был четырнадцатилетним строителем и продавцом газет. Д’Адельсвард-Ферсен получил разрешение от семьи мальчика взять Чезарини в качестве своего помощника и секретаря с собой на Капри. Они жили вместе на вилле Лизис. Чтобы увековечить его красоту, барон заказал у нескольких известных художников его портрет. Одним из них был итальянский художник Умберто Брунеллески, другим – немецкий художник Пауль Хеккер, сосланный в Италию после гомосексуального скандала, как и д’Адельсвард-Ферсен. Д’Адельсвард-Ферсен также поручил знаменитому скульптору Франческо Джераче отлить статую Чезарини из бронзы и поместил её в саду виллы со стороны моря. Вильгельм фон Плюшов неоднократно фотографировал Нино в образе Римского Императора и христианского святого. Копии этих фотографий были широко распространены, и возможно, что сам д’Адельсверд-Ферсен продавал их на коммерческой основе. Статуя работы Джераче пропала в середине 30-х годов, и её единственное изображение — это фотография фон Плюшова.
В 1907 году д’Адельсверд-Ферсен посвятил Чезарини свою работу Une Jeunesse / Les Baiser de Narcisse со следующей фразой: «Посвящается Н. Ч., более красивому, чем свет Рима».
Красота Чезарини делала его привлекательным для других людей. Во время визита в Венецию он флиртовал с Александрой Антокольской, дочерью скульптора Марка Антокольского, которая даже приезжала к нему на Капри и сумела его соблазнить. Д’Адельсвард-Ферсен яростно отреагировал сборником стихов с соответствующим названием "Так пел Марсий " — возвышенной песней, восхваляющей Чезарини, поскольку он был напуган мыслью, что Чезарини покинет его. Было высказано предположение, что этот взрыв страсти был вызван страхом д’Адельсвард-Ферсена «потерять» Нино и ревностью, которая подпитывала этот страх.
Итальянская поэтесса и писательница Ада Негри, посетившая виллу Лизис, опубликовала в 1923 году в газете «Л'Амброзиано», вскоре после смерти барона, статью, описывающую Чезарини следующим образом: "Вилла была местом, где все было очень красиво, включая Нино, секретаря с резким взглядом глубоких черных глаз, увенчанных бровями красивой формы ". В то время д’Адельсвард-Ферсен находился в стадии сильной зависимости от опиума, которого он выкуривал более тридцати трубок в день. По словам Пейрефитта, д’Адельсверд-Ферсен построил на вилле Лизис специальную курительную комнату, названную Китайской комнатой.

### Зрелые годы
Вилл Огринц в своей монографии «Брат Жак: Xрам любви и скорби» предполагает, что, когда Чезарини подрос, д’Адельсверд-Ферсен искал отношений с другими мальчиками. В доказательство этого он использует знаменитую фотографию Плюшова, на которой обнаженный молодой человек лежит на диване в интерьере виллы Лисис, на одной из стен которой можно увидеть знаменитую картину, написанную Хеккером, чтобы возвеличить красоту Чезарини. По его словам, обнаженный мальчик на диване — это не Чезарини, поскольку он кажется слишком молодым по сравнению с персонажем картины.
Чезарини и д’Адельсвард-Ферсен несколько раз путешествовали по странам Дальнего Востока. За исключением некоторых временных разлук, например, во время военной службы Чезарини и его участия в Первой мировой войне, за которой последовало выздоровление в госпитале из-за полученных там ранений, Чезарини оставался с д’Адельсвард-Ферсеном до самой смерти последнего, даже несмотря на то, что со временем страсть сменилась дружбой. По словам Роже Пейрефитта, когда Чезарини вернулся из больницы, он остался с д’Адельсвард-Ферсеном только как друг и секретарь, а попытки д’Адельсвард-Ферсена продолжить сексуальные отношения были отвергнуты уже повзрослевшим Чезарини. Огринц утверждает, что эта точка зрения Пейрефитта, не говоря уже о том, что она не документирована и не кажется реалистичной, учитывая предпочтения, которое д’Адельсверд-Ферсен отдавал мальчикам младшего возраста.
Д’Адельсвард-Ферсен умер в 1923 году от передозировки кокаина, растворенного в бокале шампанского. Смерть д’Адельсвард-Ферсена могла быть самоубийством, хотя в этом объяснении не было единодушия как среди его родственников, так и среди биографов. Доктор Гатти, врач, подписавший свидетельство о смерти д’Адельсвард-Ферсена, назвал причиной смерти сердечный приступ. Это не противоречило передозировке кокаина.
Пытаясь защитить наследство, семья барона распространила слух о том, что он был отравлен Чезарини, движимым ревностью к последней связи, которую д’Адельсвард-Ферсен поддерживал с актёром Коррадо Анничелли. Сестра и мать Д’Адельсвард-Ферсена настояли на вскрытии. Власти Неаполя, в юрисдикций которых находился Капри, решили осуществить это, после чего отвергли подобные обвинения.
По желанию покойного д’Адельсвард-Ферсена Чезарини получил 300 000 франков и право на узуфрукт виллы Лисис. Позже он продал свои права на виллу сестре д’Адельсвард-Ферсена за 200 000 лир. Его портрет, написанный Брунеллески, и статуя Джераче, в свою очередь, были проданы швейцарскому антиквару и с тех пор исчезли их публичного пространства.
Согласно некоторым источникам о его дальнейшей жизни, Чезарини вернулся в Рим и открыл газетный киоск и бар. Чезарини умер в октябре 1943 года в возрасте 54 лет и был похоронен на римском кладбище Кампо Верано. Однако другие источники утверждают, что после продажи прав на виллу вместе с полученным им наследством Чезарини был достаточно богат, чтобы не работать, а также культурен и утончен (он, по-видимому, говорил на нескольких языках). Из-за этого весьма затруднительно понять, что именно побудило его решиться на продажу газет в киоске. По другой версии, он умер от передозировки опиума. После его смерти семья уничтожила все письма д’Адельсвард-Ферсена, многие его фотографии и коллекцию эротических предметов. 

## Галерея
- Пол Хекер,Нино, 1908, холст, масло, 156 х 98. см. Частная коллекция.
- Обнаженный юноша позирует на вилле Лисис на Капри, где Нино Чезарини жил со своим покровителем и любовником бароном.Жаком д'Адельсверд-Ферсеном. Фотография была сделанаВильгельмом фон Плюшовым, на стене виден портрет Чезарини.
- Статуя Нино Чезарини работы Франческо Джераче для сада виллы Лисис по заказу барона Жака д'Адельсвард-Ферсена. Фотография была сделана Вильгельмом фон Плюшовым.
- Портрет юного мученика работы Вильгельма фон Плюшова с Нино Чезарини в качестве модели.